# 林雙和
林雙和（1895年10月28日—1966年5月9日）號碧峰，內湖梘頭人，台灣政治人物，也是內湖早期著名的文學家。
內湖鄉鄉民代表會首任主席。皇民化時期和名小林弘道（日语：／ Kobayashi Hiromichi）。

## 生平
1895年10月28日出生在臺北廳內湖庄梘頭。是內湖公學校第一屆畢業生（該屆畢業生計11名），也是內湖在地人第一位文官（教師）職位。
曾於1916年至1927年擔任內湖公學校（今內湖國小）訓導，曾擔任南港舊莊派出所書記、內湖庄役場助役。
1939年，獲民選為第二届內湖庄協議員。1938年至1943年任臺北市役所社會教育科雇員，因皇民化運動改姓名為小林弘道，1943年至1944年間升任書記。投資經營「惠生藥行(中西藥)」及「碧峰代書處」。亦為七星詩會及淡北吟社會員。
光復後擔任首屆內湖鄉鄉民代表會主席、日產管理委員會專員、建國中學總務主任。1966年5月9日逝世。